# セバスティアン・ルデ
セバスティアン・ルデ（Sébastien Roudet, 1981年6月16日 - ）は、フランス・アリエ県モンリュソン出身の元サッカー選手。現役時代のポジションはミッドフィールダー。

## 経歴
LBシャトールーでプロデビューした。2015年7月30日、ヴァランシエンヌFCと1年契約を結び同クラブに復帰した。

## タイトル
- RCランス

リーグ・ドゥ:2008/09
- U-19フランス代表

UEFA U-19欧州選手権 2000

## 所属クラブ
- LBシャトールー 1998-2004
- OGCニース 2004-2006
- ヴァランシエンヌFC 2006-2008
- RCランス　2008-2011
- FCソショー 2011-2014
- LBシャトールー 2014-2015
- ヴァランシエンヌFC 2015-2019